# Linia kolejowa Prawy Brzeg Wisły – Stegna – Sztutowo
Linia kolejowa Prawy Brzeg Wisły – Sztutowo – funkcjonujący od 1905 roku fragment wąskotorowej linii kolejowej Gdańsk Wąskotorowy – Sztutowo.

## Historia
Linia została wybudowana jako fragment większej sieci połączeń wąskotorowych na Żuławach przez spółkę Westpreußische Kleinbahnen Aktien-Gesellschaft (WKAG – Zachodniopruskie Koleje Lokalne Spółka Akcyjna) i otwarta 17 sierpnia 1905. Pierwotnie stanowiła jedną całość z linią Gdańsk Wąskotorowy – Lewy Brzeg Wisły. Połączenie obu odcinków zapełniał prom kolejowy Świbno. Pod zarządem WKAG linia funkcjonowała do 1945 roku, kiedy to wycofujące się wojska niemieckie zatopiły prom przewożący składy kolejki przez Wisłę, rozebrały część linii (w tym odcinek Stegna – Rybina) i doprowadziły do zalania znacznej części Żuław odcinając linię od reszty sieci.
W latach 1945–1948 prowadzono prace melioracyjne oraz naprawy zniszczonych obiektów inżynieryjnych i torów. Jednocześnie podniesiono z dna i odbudowano prom Świbno. Pierwszy pociąg wyruszył na trasę Gdańsk Wąskotorowy – Stegna – Sztutowo 22 lipca 1948 r. W 1956 roku zrezygnowano z przeprawy promowej i odtąd linie położone na lewym brzegu Wisły utraciły połączenie z pozostałą siecią Gdańskiej Kolei Dojazdowej.
Prawobrzeżna część Gdańskiej Kolei Dojazdowej funkcjonowała w strukturach PKP do 1996 r. Od 15 sierpnia 2002 ruch na odcinkach Prawy Brzeg Wisły – Stegna – Sztutowo oraz Stegna – Nowy Dwór Wąskotorowy odbywa się pod szyldem Żuławskiej Kolei Dojazdowej.